# Лінія Маруноучі
Лі́нія Маруноу́чі (яп. 丸ノ内線, まるのうちせん, МФА: [maɾuno.ut͡ɕi̥ seɴ]; англ. Marunouchi Line) — лінія Токійського метро, складова Токійського метрополітену. Сполучає місцевості Ікебукуро, Ґіндза й Оґікубо. Протяжність — 27,4 км. Має 28 станцій. Має додаткову малу лінію — відгалуження в напрямку місцевості Хонан. Назва походить від місцевості Маруноучі. Порядковий номер — № 4. Колір — червоний. Літера — M, знак — . Знак додаткової лінії — .